# Оленго (Новара)
Оленго је насеље у Италији у округу Новара, региону Пијемонт.
Према процени из 2011. у насељу је живело 458 становника. Насеље се налази на надморској висини од 148 м.